# Zemský okres Teltow-Fläming
Zemský okres Teltow-Fläming (německy Landkreis Teltow-Fläming) je zemský okres v německé spolkové zemi Braniborsko. Sídlem správy zemského okresu je město Luckenwalde. Má přibližně 160 tisíc obyvatel.

## Města a obce
| Města: 1. Baruth/Mark 2. Dahme/Mark 3. Jüterbog 4. Luckenwalde 5. Ludwigsfelde 6. Trebbin 7. Zossen | Obce: 1. Am Mellensee 2. Blankenfelde-Mahlow 3. Dahmetal 4. Großbeeren 5. Ihlow 6. Niederer Fläming 7. Niedergörsdorf 8. Nuthe-Urstromtal 9. Rangsdorf |